# Associazione sovversiva
Un'associazione sovversiva è un'organizzazione che si prefigge di sovvertire, anche con l'uso della violenza, l'ordine politico e sociale di uno Stato. 
Negli ordinamenti liberal-democratici l'associazione è ritenuta sovversiva solo se è finalizzata alla sovversione con mezzi violenti, altrimenti è lecita e tutelata dalla Costituzione. Il reato derivante può anche escludere in sé l'attentato, rientrante nella fattispecie dell'omicidio, il delitto comune o il terrorismo, ma configurarsi solo nell'associazione per delinquere per commettere cospirazione o sovversione.

## Normative nazionali

### Italia
Negli anni 1970 venne introdotto il reato di associazione eversiva che forniva alla magistratura gli strumenti per perseguire gli ideologi del terrorismo. Ulteriori modifiche furono aggiunte con la legge Cossiga del 1979, accanto alle modifiche attuate per i reati di terrorismo (attuate sugli articoli che erano stati introdotti in origine dal fascismo per il reato di attentato alla persona di Benito Mussolini, come l'articolo 280). Prima del 1979 la finalità di terrorismo non era contemplata nell'articolo 270 (così come non lo era nell'articolo 280) e l'articolo 270-bis non esisteva.
Sono definite dagli articoli 270 bis del codice penale, come modificato e/o sostituito dall'articolo 1 della legge 15 dicembre 2001, n.438, sono propriamente quelle «che si propongono il compimento di atti di violenza con finalità di terrorismo o di eversione dell'ordine democratico» (art. 270-bis). 
Dal gennaio 2003 i condannati il reato di cui al 270-bis sono esclusi dalla possibilità di misure alternative alla detenzione, previste dalla legge 27 maggio 1998, n. 165 per molti reati.
La legge n.85/2006 ha modificato l'art. 270 c.p., limitando il reato alle sole associazioni sovversive idonee a sovvertire gli ordinamenti dello Stato. Ciò ha causato situazioni paradossali in giurisprudenza: mentre i magistrati del pubblico ministero avviano inchieste e processi per associazione sovversiva con una certa disinvoltura, le condanne penali da parte dei magistrati giudicanti sono ora estremamente rare. Ciò induce i movimenti e gruppi antisistema a considerare i processi per associazione sovversiva come un costo per cui raccogliere fondi e collette, al fine di pagare le spese legali.

Il reato si configura nella seguente formulazione: 
Chiunque partecipa alle associazioni di cui al primo comma è punito con la reclusione da uno a tre anni.»
La loro costituzione è naturalmente un reato associativo, alla configurabilità del quale è perciò sufficiente una condotta - fra quelle idonee a concretizzare ragionevolmente un reale pericolo - di idonea "progettazione" di un futuro concorso in uno o più reati violenti, soprattutto dopo la modifica dell'art. 270 c.p. avvenuta nel 2006.
La norma infatti punisce sia chi «promuove, costituisce, organizza, dirige o finanzia» queste associazioni, con la reclusione da sette a quindici anni, che chi più semplicemente vi partecipa, con la reclusione da cinque a dieci anni.
Le finalità previste per la configurabilità del reato sono quelle di terrorismo, «anche quando gli atti di violenza sono rivolti contro uno Stato estero, un'istituzione e un organismo internazionale».
Una condotta diventa reato perseguibile penalmente se c'è una parte lesa, persona fisica o giuridica. La semplice dichiarazione di opinioni, per quanto antidemocratiche o che incentivino la violenza non è in sé reato, finché questo non si traduce in concrete azioni illecite. Sono tuttavia applicabili i reati di Istigazione a delinquere e Apologia di reato (art. 414 c.p.) nei casi in cui vi è concreto pericolo che vi consegua la commissione di reati. Il diritto penale infatti vieta azioni preventive tese a evitare avvenimenti che derivino da una propaganda ideologica che spinga all'illegalità, introducendo dei reati di associazione eversiva si introduce il reato di associazione politica a scopo di sovversione violenta e in senso lato di opinione, si accetta una limitazione della libertà di parola e di stampa, con lo scopo di ridurre altri illeciti ben più gravi.
Nel caso di eversione, oltre all'art. 270, concepito senza successive modifiche nel 1930 durante la dittatura fascista e modificato solo nel 2006 (in particolare richiedendosi, per la sussistenza del reato, l'idoneità dell'associazione alla sovversione violenta), alla fine degli anni '70 fu aggiunto l'articolo 270 bis del codice penale, poi modificato e sostituito dall'articolo 1 della legge 15 dicembre 2001 n.438 Art. 270-bis.
Dal 2001 sono state aumentate le pene, mentre dal gennaio 2003 i condannati per tali reati sono stati esclusi dalla possibilità di misure alternative alla detenzione, previste dalla legge Simeone per quasi tutti i reati. Più in generale sono stati ampliati i compiti e le possibilità di azione delle forze di polizia di prevenzione quantunque, sotto questo profilo, già con l'emergenza degli anni di piombo iniziata a livello normativo sul finire degli anni '70, questi fossero già abbondantemente dilatati rispetto alla tradizione delle più moderne democrazie.
La Corte suprema di cassazione a più riprese è intervenuta per interpretare l'applicazione dell'articolo 270, mutuato da una legge concepita ben prima della nascita della Repubblica Italiana e della sua Carta Costituzionale, e per limitare i casi di applicazione dei reati associativi e di pericolo presunto.
In particolare: in merito ai reati associativi di natura eversiva è principio di diritto consolidato nella giurisprudenza di legittimità quello secondo il quale
La giurisprudenza della Suprema Corte, sia pure facendo riferimento al diverso fenomeno delle associazioni mafiose, ha più volte chiarito che:
Deve trattarsi dunque di indizi gravi e precisi dai quali sia lecito dedurre, senza alcun automatismo probatorio, la sicura dimostrazione della costante permanenza del vincolo»
E ancora, in merito alla contestazione di un concorso esterno in associazione esso è ammesso soltanto se configura un:
In una nuova sentenza del settembre 2006 la Suprema Corte di Cassazione assolveva tre magrebini accusati per art.270bis e condannati in primo e secondo grado a lunghe pene detentive e detenuti in regime speciale.
Per la Suprema Corte alle discussioni e ai contatti tra gli imputati, documentate da intercettazioni ambientali, attorno ai temi del terrorismo fondamentalista, e nella proclamata disponibilità addirittura a compiere in prima persona attentati per la jihad, non corrispondevano progetti attuali e concreti di violenza, programmi operativi, ma piuttosto una per quanto brutale e censurabile condotta ideologica che in sé, per la suprema Corte, non costituisce reato trovando tutela proprio nell'ordinamento costituzionale e democratico che l'idea eversiva mirerebbe a travolgere. Queste argomentazioni sono spesso ignorate a livello inquirente, in favore di altri schemi interpretativi più consoni alle politiche dell'emergenza scaturite dagli anni di piombo e dalla guerra al terrorismo inaugurata dagli USA dopo il 2001. Sullo stesso piano esse sono sostanzialmente ignorate da ogni ambito di informazione in Italia. Per questi reati in Italia sono stati perseguiti ed incarcerati, in particolare dopo il 2001, decine di cittadini stranieri e, solo tra il 2003 e il 2006, svariate decine di cittadini italiani. Le predette argomentazioni sono invece seguite a livello giudicante, soprattutto sotto il profilo dell'idoneità, in seguito alla riforma del 2006. Anche le comuni associazioni per delinquere sono perseguite a prescindere dall'effettiva realizzazione del progetto criminoso (art. 416 c.p.) ma, poiché le associazioni sovversive sono gruppi politici, comportano delicate questioni di libertà politiche fondamentali. Non di rado, i magistrati del pubblico ministero iniziano procedimenti penali per associazione sovversiva, in base alle mere intenzioni rivoluzionarie di gruppuscoli molto esigui, male attrezzati e privi di reale pericolosità per lo stato.

### Stati Uniti d'America
Negli Stati Uniti non esiste una normativa identica a quella italiana ma ci sono disposizioni per il reato di associazione sovversiva e per altre attività sovversive. Non vi sono però norme relative alla sovversione degli ordinamenti economici o sociali. Vengono usati dalla giurisprudenza i reati di associazione per commettere cospirazione ai danni dello Stato e l'associazione per delinquere della legge RICO.